# Wilhelm Marx

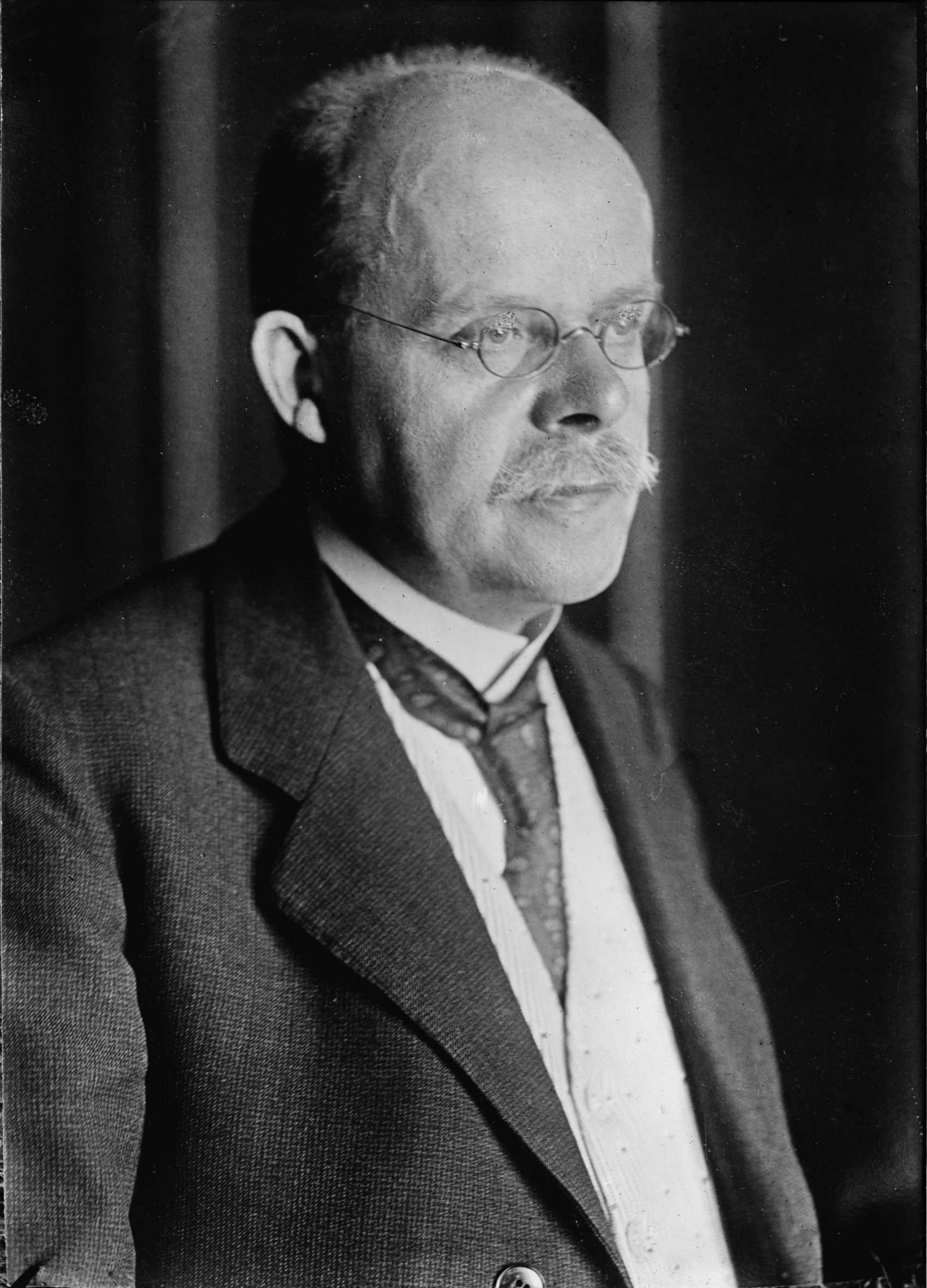
Reichskanzler Wilhelm Marx

Wilhelm Marx (* 15. Januar 1863 in Köln; † 5. August 1946 in Bonn) war ein deutscher Jurist und Politiker (Zentrum). Marx war in den Jahren 1923/24 sowie 1926 bis 1928 Reichskanzler. Mit einer Amtszeit von insgesamt drei Jahren und einem Monat war er der am längsten amtierende Kanzler der Weimarer Republik.
Bei der Reichspräsidentenwahl 1925 war er Kandidat des „Volksblocks“ der Parteien der Weimarer Koalition (SPD, DDP und Zentrum) für das Amt des Reichspräsidenten, verlor die Wahl jedoch knapp gegen Paul von Hindenburg. In der öffentlichen Wirkung stand Marx stets im Schatten anderer Personen wie Gustav Stresemann oder Friedrich Ebert. Er war jedoch eine der tragenden Figuren, die für eine Verständigung innerhalb des demokratischen Lagers sorgten.

## Leben
Marx war Sohn des Volksschulrektors Johann Marx (1822–1882) und dessen Frau Gertrud, geborene Hackenbroich (1826–1909). Er wuchs in Köln auf und legte am dortigen Marzellengymnasium im Jahr 1881 sein Abitur ab. Marx studierte Rechtswissenschaften an der Universität Bonn. Während seines Studiums in Bonn wurde er Mitglied der katholischen Studentenverbindung K.St.V. Arminia im KV. Im Sommersemester 1925 wurde er zudem Ehrenphilister des K.St.V. Semnonia Berlin im KV.
Marx legte im Jahr 1888 das 2. juristische Staatsexamen ab und trat in die preußische Justizverwaltung ein. Für kurze Zeit arbeitete er als Gerichtsassessor in Köln und am Amtsgericht Waldbröl (1889). Dann war er mehrere Jahre beim Hypotheken- und Grundbuchamt in Simmern tätig. Ab dem Jahr 1894 arbeitete Marx als Richter am Landgericht in Elberfeld (gehört heute zu Wuppertal). Zehn Jahre später kam er als Landgerichtsrat zurück nach Köln. Seine Vorgesetzten betrachteten die politische Tätigkeit des bekennenden Katholiken in der Zentrumspartei mit Argwohn, dennoch stimmte der Präsident des Oberlandesgerichts Köln 1906 seiner Beförderung zu. In den Jahren 1907 bis 1921 war Marx Oberlandesgerichtsrat, allerdings auf der anderen Seite des Rheins – am neu errichteten Oberlandesgericht Düsseldorf.
Nach der Gründung der Weimarer Republik wurde Marx Landgerichtspräsident in Limburg an der Lahn, kurz darauf folgte die Beförderung zum Senatspräsidenten des Kammergerichts in Berlin.
Politisch aktiv war er als Mitglied des Zentrums und des Reichsbanners. In der Weimarer Republik war er bis 1932 Reichstagsabgeordneter und zeitweise auch Inhaber eines Regierungsamtes. In der Zeit des Nationalsozialismus verbrachte er zurückgezogen seinen Ruhestand. Er wohnte in Bonn zunächst in der Reuterstraße 115. 1937 verzog er dann in die Joachimstraße 18, wo er bis zu seinem Tod im Jahr 1946 lebte.
Er war seit 1891 mit Johanna Verkoyen verheiratet, mit der er vier Kinder hatte. Nach seinem Tod wurde er auf dem Kölner Melaten-Friedhof beigesetzt.

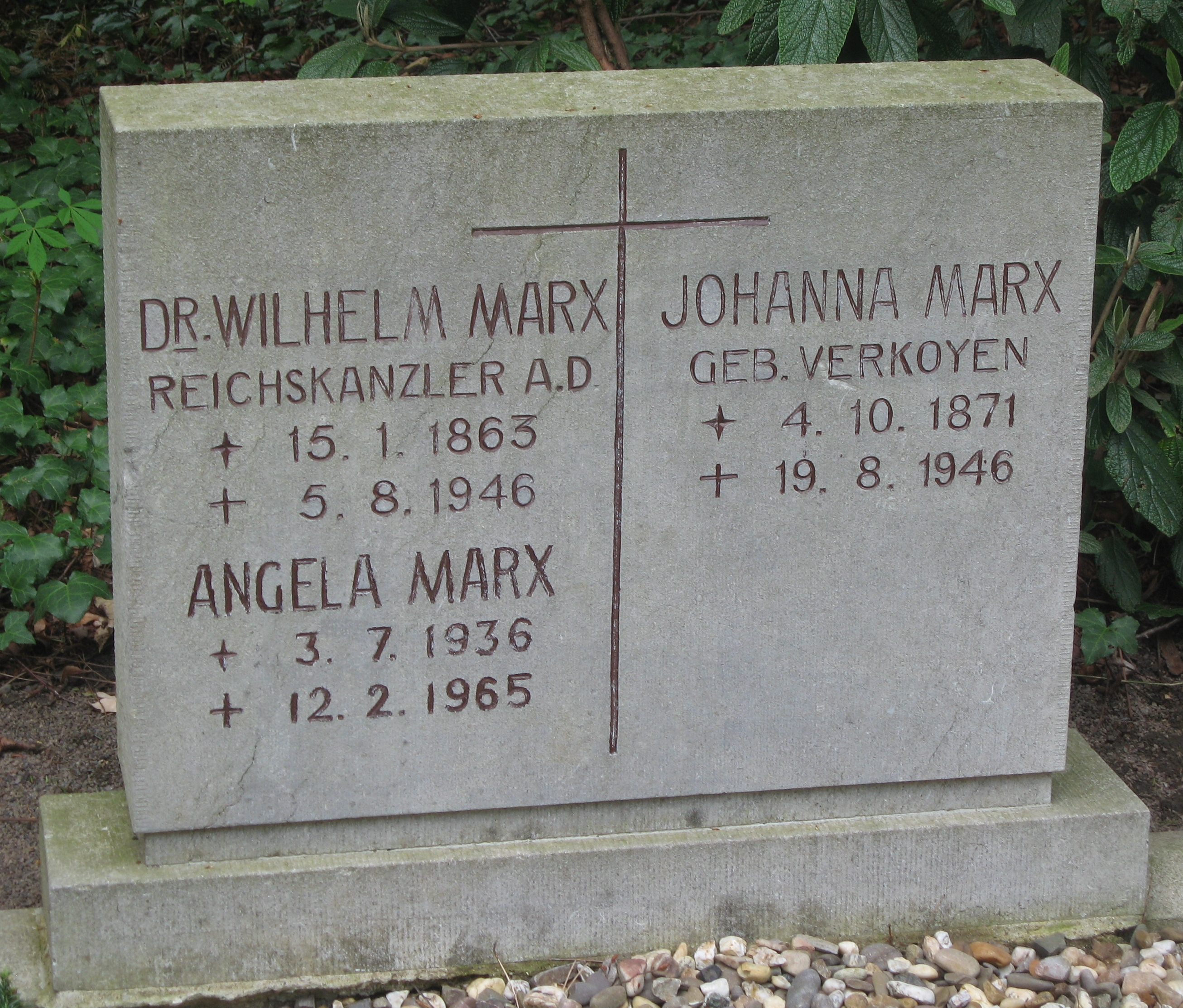
Grab auf dem Melaten-Friedhof

## Politik
Marx war früh in der Vertretung des politischen Katholizismus, der Zentrumspartei, aktiv. Ab 1899 leitete er den Zentrums-Verein in Elberfeld, 1906–1919 war er stellvertretender Vorsitzender der Rheinischen Zentrumspartei, im Jahr 1908 wurde er Vorsitzender des Zentrums in Düsseldorf.
Marx war von 1899 bis 1918 Mitglied des preußischen Abgeordnetenhauses. Ab 1910 war er als Vertreter des Wahlkreises Mülheim/Rhein-Wipperfürth auch Mitglied des Reichstages. Ab 1916 war er dort Vorstandsmitglied der Fraktion und insbesondere in der Schul- und Kulturpolitik aktiv. Über die Lager hinweg galt er als ruhiger, vermittelnder Politiker, der sich wenig Feinde machte und stets auf einen Interessenausgleich hinarbeitete.
Während des Ersten Weltkriegs trat Marx für die Friedensresolution und gegen zu weitreichende Annexionsforderungen ein. Nach dem Zusammenbruch der Monarchie 1919 wurde er in die Weimarer Nationalversammlung und die verfassunggebende Preußische Landesversammlung gewählt. Während der Besetzung des Rheinlandes durch die Alliierten trat er im Gegensatz zu vielen anderen Politikern aus der Region gegen eine Trennung des Gebiets von Preußen ein. Seine Unterstützung des Versailler Vertrags begründete Marx vor allem mit der Sorge, dass das Rheinland ohne den Vertrag endgültig von Preußen getrennt werden könnte.
In der Weimarer Republik war Marx zunächst bestrebt, das Zentrum zu einen, damit es im Jahr 1921 geschlossen die Regierung Wirth – eine „Weimarer Koalition“ aus Zentrum, SPD und DDP unter seinem Parteikollegen Joseph Wirth – unterstützte. Deren erste Amtshandlung war die Anerkennung einer deutschen Reparationsschuld in Höhe von 132 Milliarden Goldmark, was der rechte Flügel der Zentrumspartei als „Erfüllungspolitik“ ablehnte. Marx gelang dies zum einen durch seinen Politikstil, zum anderen durch die Berufung auf den Katholizismus und den Einsatz der gesamten Partei für die Bekenntnisschule. Von 1922 bis 1928 war er als Nachfolger von Karl Trimborn Vorsitzender der Zentrumspartei.

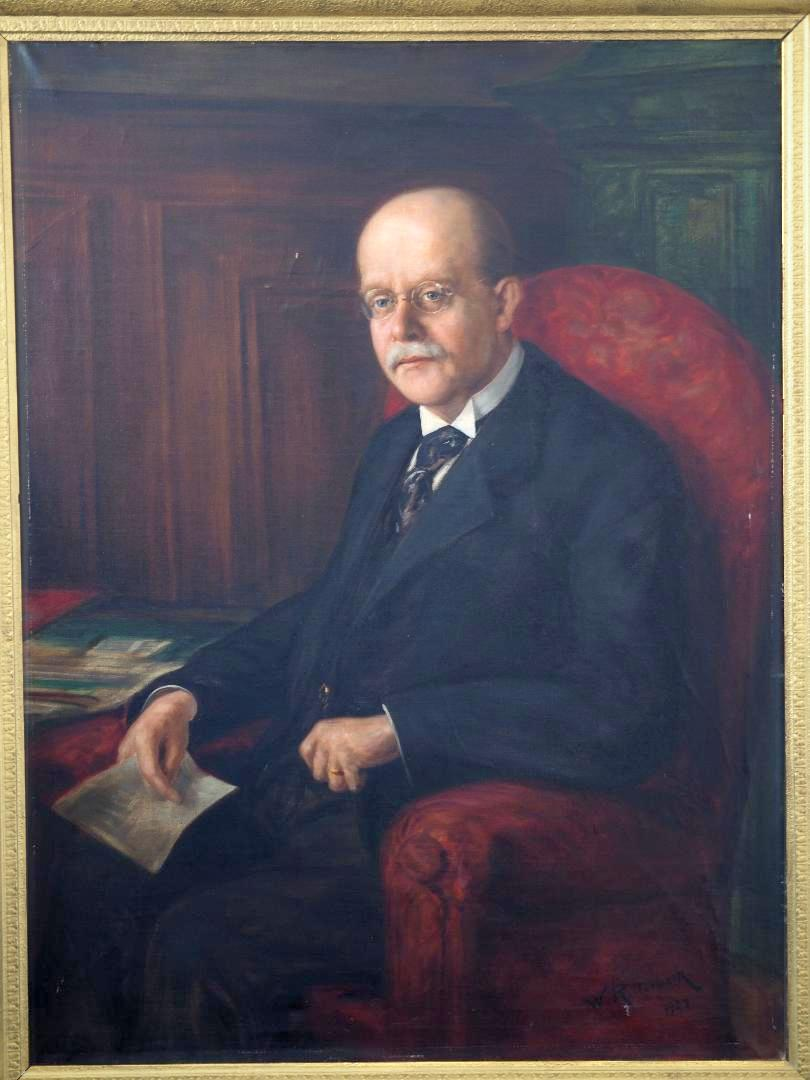
Porträt des Reichskanzlers Wilhelm Marx von Wilhelm Ritterbach, Düsseldorf 1924

Nach dem Sturz der Regierung Stresemann 1923 nahm Marx den Ruf Friedrich Eberts zum Reichskanzler an. Damit führte er das bereits zehnte deutsche Kabinett seit 1919. Marx übte das Amt des Reichskanzlers zweimal aus. Seine erste Amtszeit dauerte knapp 13 Monate (30. November 1923 bis 15. Januar 1925), die zweite Amtszeit 25 Monate (17. Mai 1926 bis 29. Juni 1928). Er leitete in dieser Zeit vier Kabinette. Die ersten drei (Kabinett Marx I, Kabinett Marx II, Kabinett Marx III) waren bürgerliche Minderheitsregierungen aus Zentrum, Deutscher Demokratischer Partei, Bayerischer Volkspartei und Deutscher Volkspartei, das letzte (Kabinett Marx IV) wurde durch die Deutschnationale Volkspartei ergänzt. Die von Gustav Stresemann geführte Außenpolitik dieser Regierung wurde von den Sozialdemokraten unterstützt.
Marx führte die Reichsregierung während einiger ihrer zahlreichen Krisen. Es gab Konflikte mit den Ländern Sachsen und Bayern, im besetzten Rheinland und in der Pfalz waren Separatisten aktiv. Nach der Inflation von 1923 führte die Einführung der neuen Währung ebenfalls zu wirtschafts- und finanzpolitischen Problemen. Marx reagierte darauf mit Sparmaßnahmen des öffentlichen Haushalts, Entlassung von Personal, der Einführung neuer Steuern. Die Entwicklung stabilisierte sich, Ende Februar 1924 konnte der militärische Ausnahmezustand aufgehoben werden.
In Marx’ zweiter Amtszeit trat Deutschland dem Völkerbund bei. Marx setzte Generaloberst Hans von Seeckt ab, der die Reichswehr zu einem Staat im Staate ausgebaut hatte. Allerdings stürzte Marx dann auch über die Reichswehr. Der Sozialdemokrat Philipp Scheidemann hatte im Reichstag die Zusammenarbeit der Reichswehr mit der Roten Armee enthüllt.

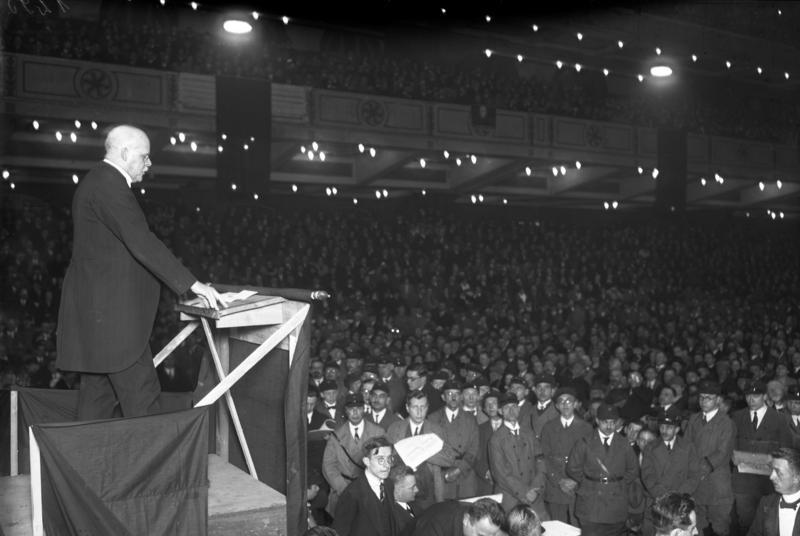
Gemeinsame Wahlkundgebung von Zentrum, SPD und DDP für ihren Reichspräsidentenkandidaten Wilhelm Marx, 17. April 1925 im Berliner Sportpalast

Im Februar 1925 wurde Marx zum Ministerpräsidenten Preußens gewählt, trat das Amt aber nicht an, da die Parteien der Weimarer Koalition ihn als Kandidaten für die Reichspräsidentenwahl 1925 aufstellten. Im zweiten Wahlgang erhielt er am 26. April 1925 45,3 % der abgegebenen Stimmen und unterlag somit knapp dem Kandidaten des rechten Reichsblocks, Paul von Hindenburg. Die Bayerische Volkspartei und andere katholische Gruppen hatten sich für Hindenburg ausgesprochen. 1926 amtierte er als Reichsjustizminister unter seinem Nachfolger als Reichskanzler Hans Luther. Bis 1932 gehörte er noch dem Reichstag an. Im Jahr 1933 wurde er im Großen Volksvereins-Prozess angeklagt. Die Zeit des Nationalsozialismus verbrachte Marx zurückgezogen in Bonn. 
Der Staatspräsident Badens, der DDP-Politiker Willy Hellpach, bezeichnete ihn Mitte der 1920er Jahre als „idealtypischen Zentrumspolitiker“. Der westfälische SPD-Politiker Carl Severing charakterisierte Marx rückblickend als „Mann der geraden politischen Mitte“.